# José Carlos Mathias
José Carlos Mathias (São Paulo, 19 de dezembro de 1956) é um Vice-Almirante da Marinha do Brasil e actual diretor da Diretoria do Patrimônio Histórico e Documentação da Marinha.

## Biografia
José Mathias, nascido em São Paulo no dia 19 de dezembro de 1956, começou a sua carreira na Marinha do Brasil como Guarda-Marinha, promovido a 13 de dezembro de 1978. Desde então ele progrediu na carreira de oficial, tendo atingido o posto de Vice-Almirante no dia 31 de março de 2012.
Ao longo da sua carreira assumiu posições de comando e chefia em diversas áreas e modalidades, como Comandante da corveta Cv Jaceguai (V-31), prestando serviço no gabinete do Comandante da Marinha, comandante de esquadrão, e até no Ministério da Defesa do Brasil como Vice-Chefe de Assuntos Estratégicos. Actualmente é o diretor da Diretoria do Patrimônio Histórico e Documentação da Marinha. Mathias é um dos responsáveis pelo desenvolvimento da proposta de construção de um museu marítimo à nível nacional, consolidada em 2021 com a abertura do Concurso de Arquitetura do Museu Marítimo do Brasil. O museu será construído no Espaço Cultural da Marinha, no centro do Rio de Janeiro.
Recebeu diversas medalhas condecorações ao longo da sua carreira, como a Medalha Militar de Ouro com Passador de Platina, a Ordem do Mérito Tocantins (grau Grã-Cruz) e a Medalha Marechal Cordeiro de Farias.
A par da sua carreira militar, ele é membro do Conselho Consultivo do Patrimônio Cultural do IPHAN, associado titular do Instituto de Geografia e História Militar do Brasil (IGHMB), sendo ocupante da cadeira nº 62, e ainda membro da Comissão Luso Brasileira para a Salvaguarda do Patrimônio Documental (COLUSO).
José Mathias é casado e tem dois filhos.